# Međimurske novine
Međimurske novine su tjednik koji izlazi u Međimurskoj županiji, sa sjedištem u Čakovcu. 
Pokrenuo ga je međimurski preporoditelj i osloboditelj dr. Ivan Novak 1919. u svrhu slabljenja djelovanja mađaronskog lista Josipa Margitaja Medjimurje/Muraköz, no ubrzo se ugasio.
Drugi put su "Međimurske novine" pokrenute 1995. godine i od tada neprekidno izlaze svakog tjedna, najprije petkom, pa utorkom, a od 2011. godine do danas opet petkom.
Vlasnici tvrtke Međimurske novine d.o.o. krajem 2012. godine odlučili su da odustaju od daljnjeg sudjelovanja u izdavanju novina.
"Međimurske novine" stoga od početka 2013. godine izlaze u sklopu Media novina d.o.o., a osim tiskanog izdanja petkom, mogu se čitati besplatno u digitalnom formatu na prvom on line međimurskom mediju portalu mnovine.hr koji je ujedno prvi međimurski lokalni portal i prvi portal jednog hrvatskog lokalnog tjednika pokrenuti još 2001. godine i neprekidno djeluje do danas kao najvažniji informativni dnevni news portal u Međimurskoj županiji i šire. 
Glavni urednik "Međimurskih novina" od 2009. godine je Dejan Zrna, a direktor od 2013. godine bivši glavni urednik Tomislav Novak.

## Vanjske poveznice
- Međimurske novine